# Liste der Auslandsvertretungen Venezuelas

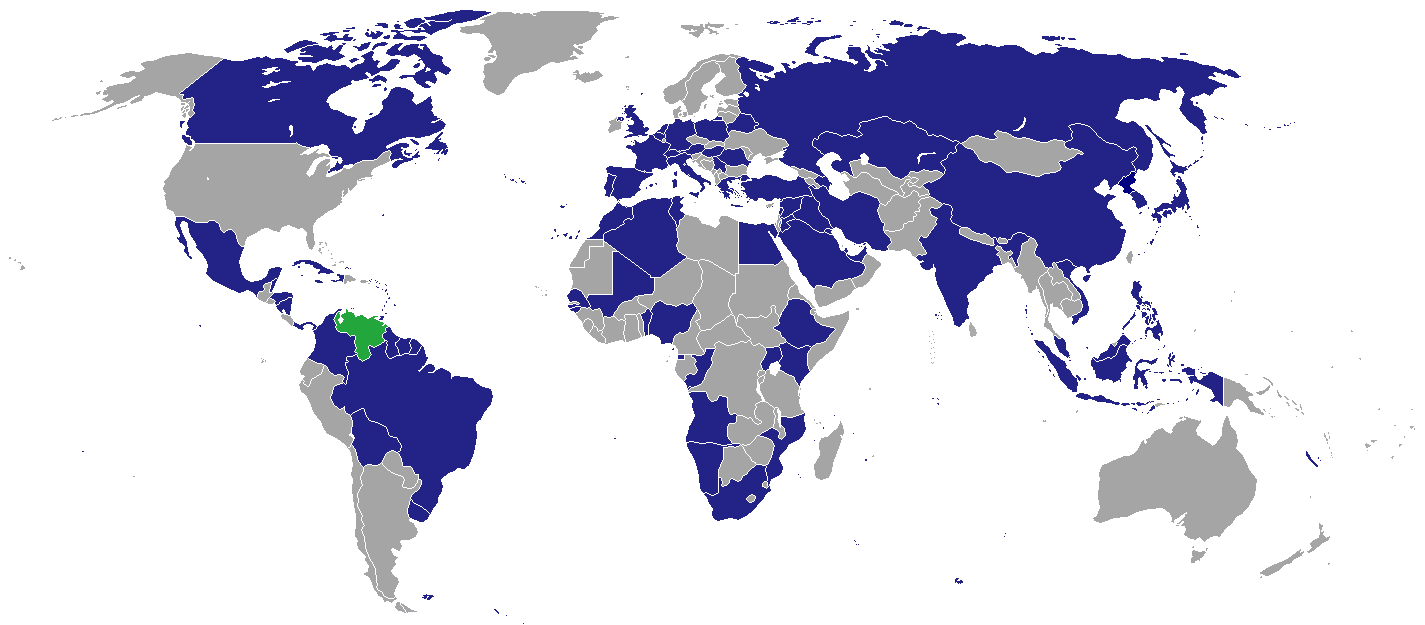
Standorte der diplomatischen Vertretungen Venezuelas

Dies ist eine Liste der diplomatischen und konsularischen Vertretungen Venezuelas.

## Diplomatische und konsularische Vertretungen

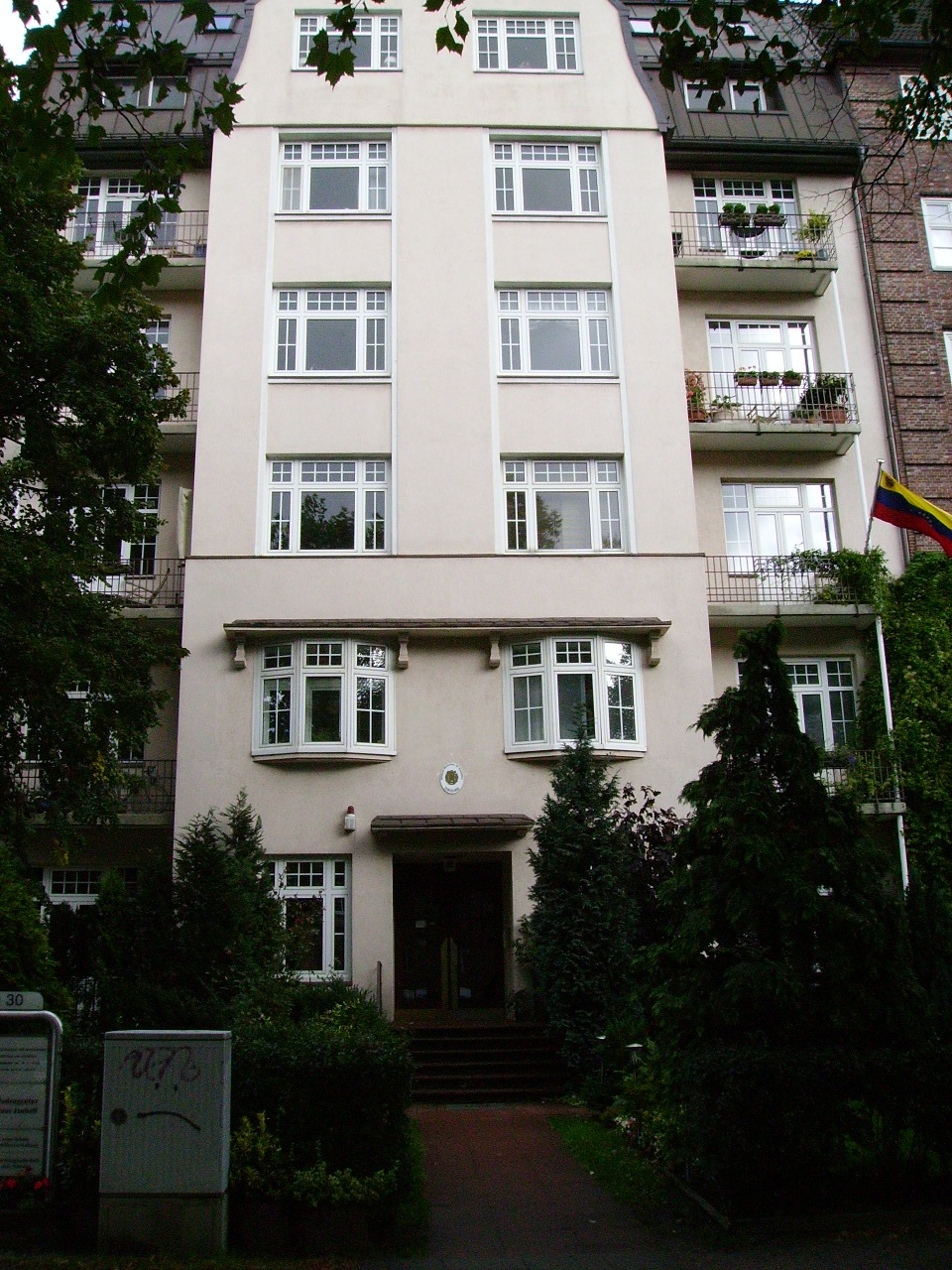
Generalkonsulat Venezuelas in Hamburg

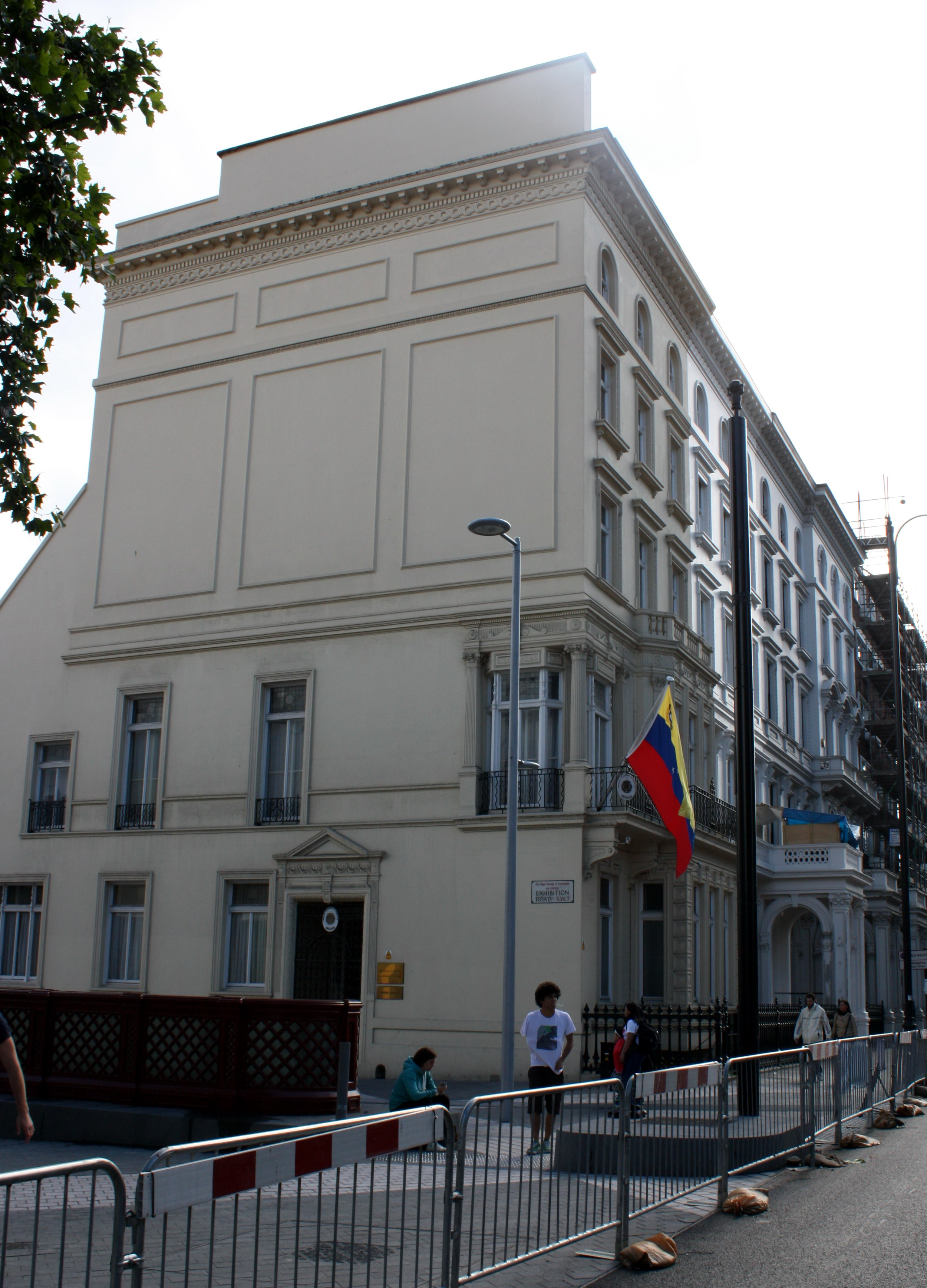
Botschaft Venezuelas in London

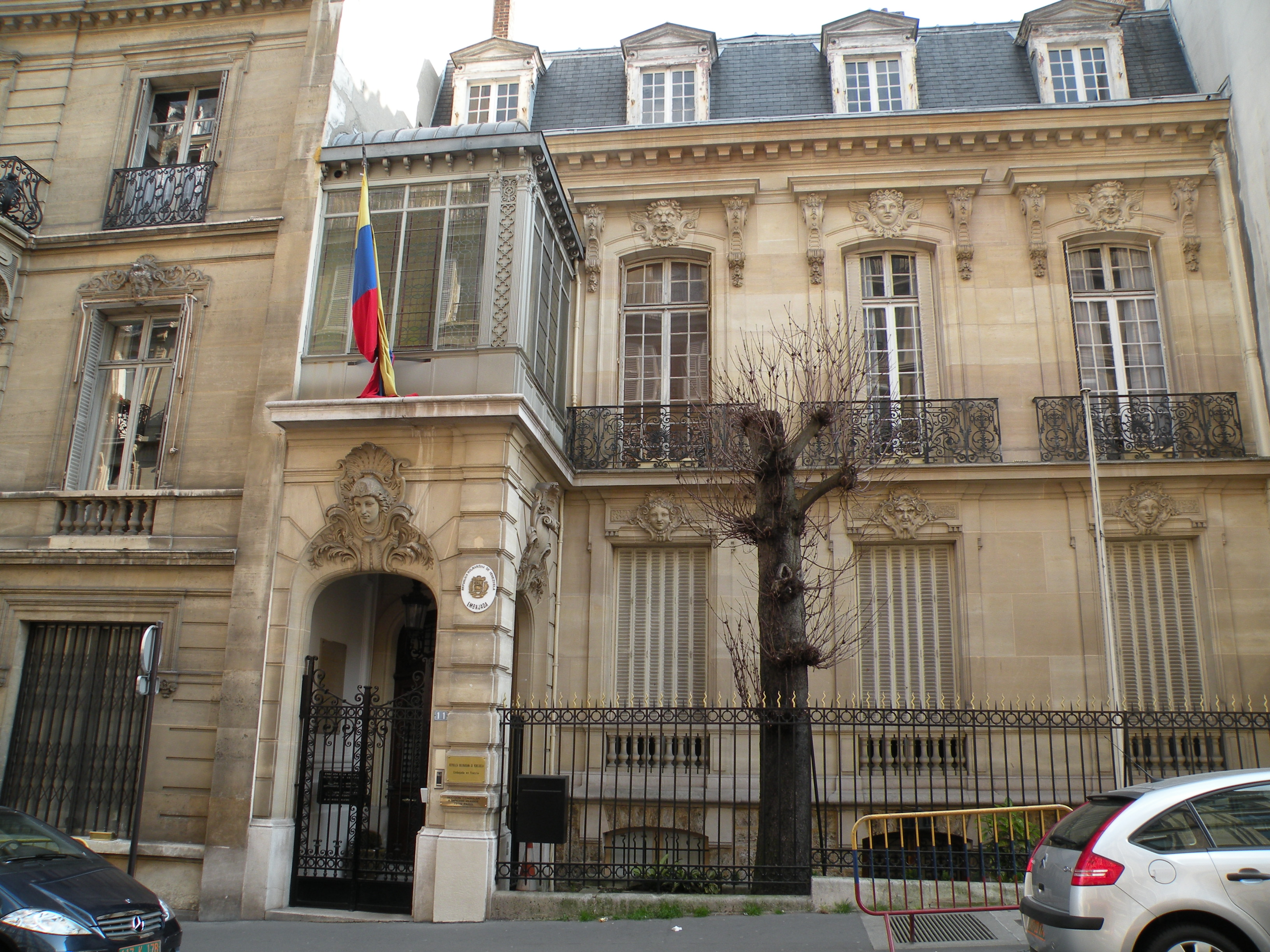
Botschaft Venezuelas in Paris

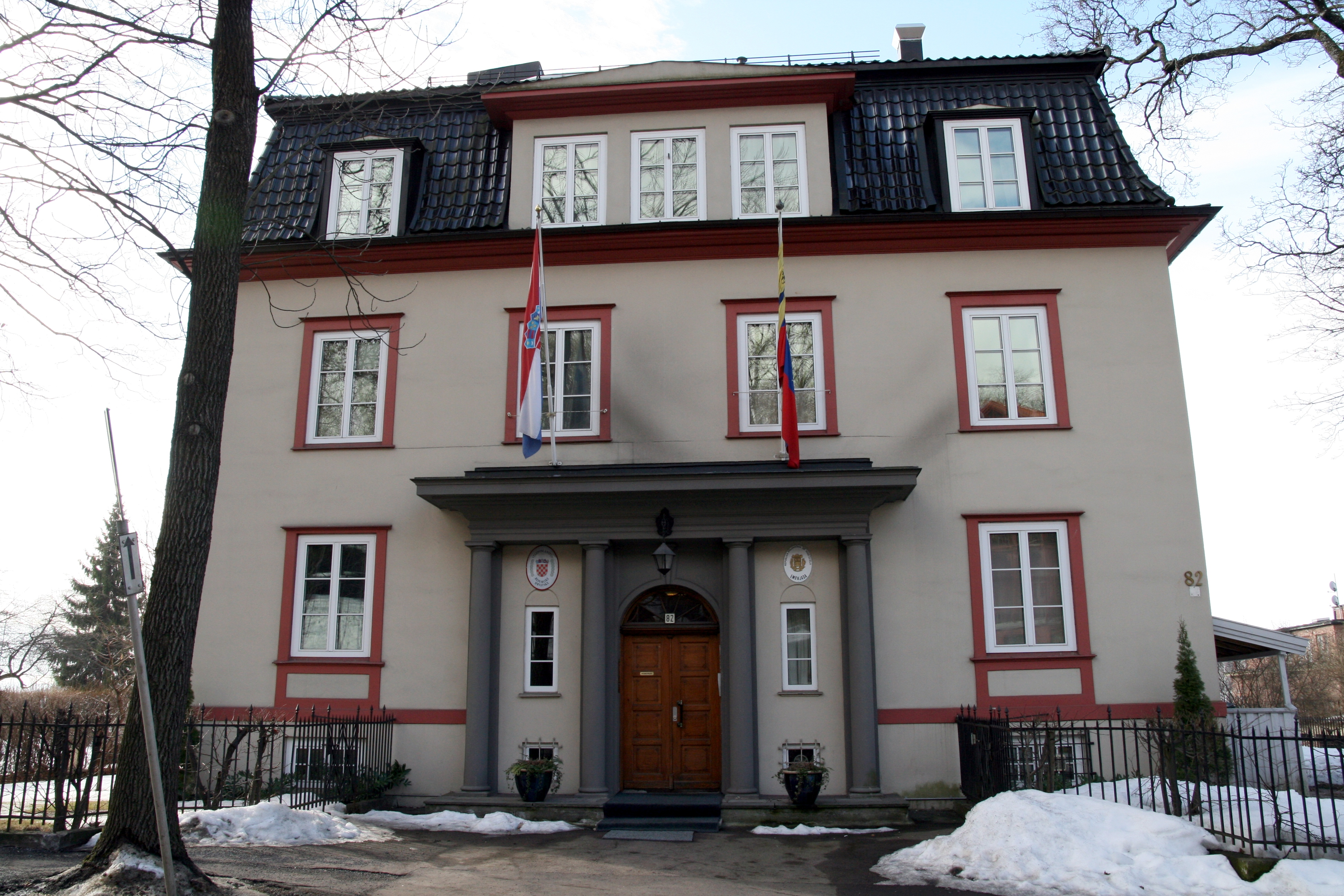
Botschaft Venezuelas in Oslo

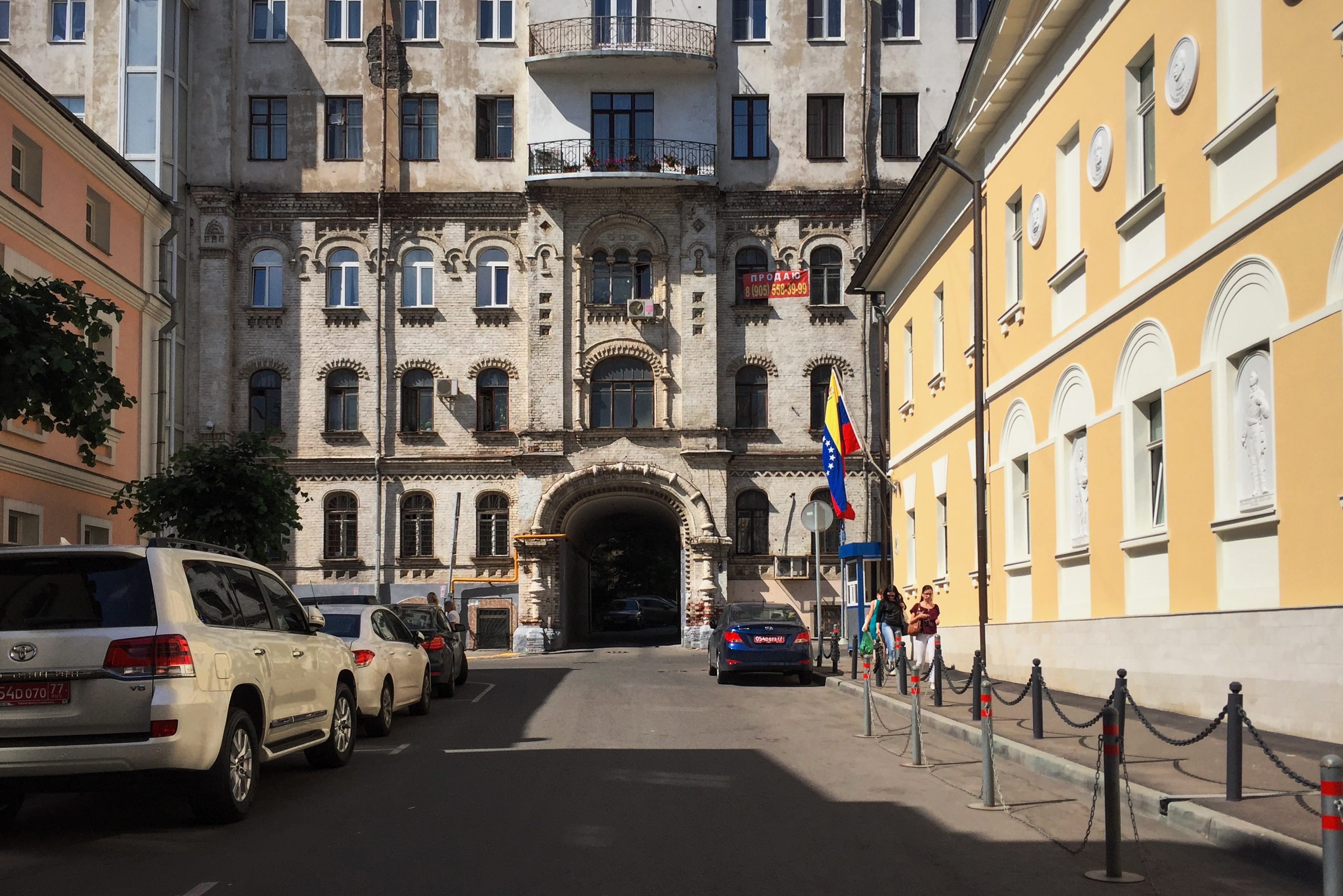
Botschaft Venezuelas in Moskau

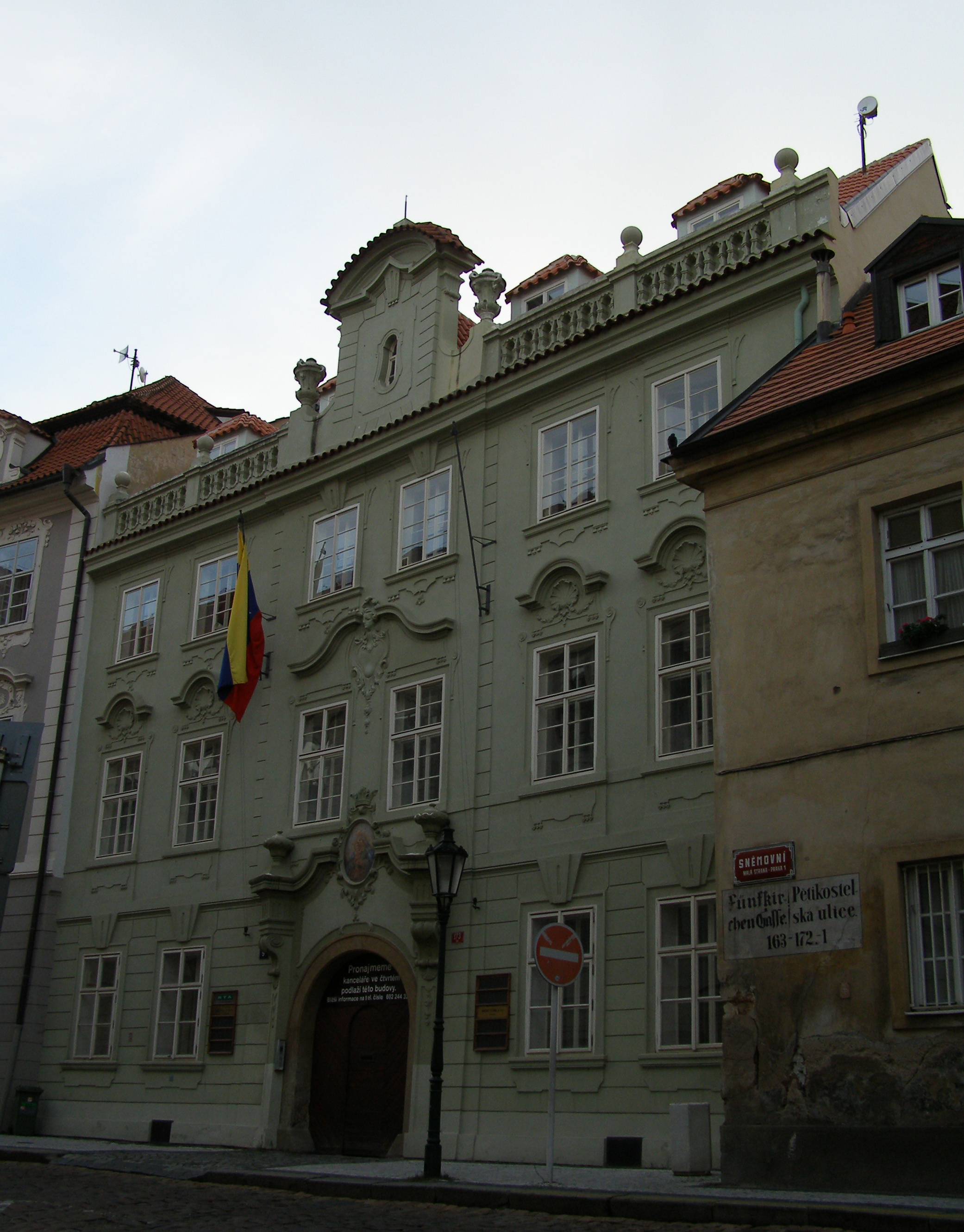
Botschaft Venezuelas in Prag

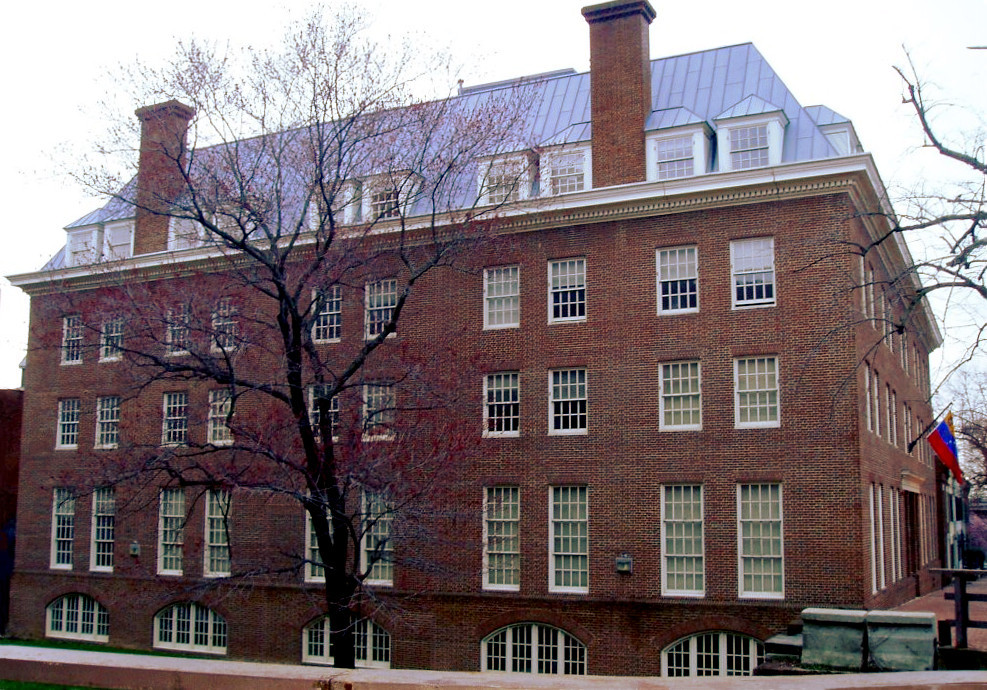
Botschaft Venezuelas in Washington, D.C.

### Afrika
| - Ägypten: Kairo, Botschaft - Algerien: Algier, Botschaft - Angola: Luanda, Botschaft - Äquatorialguinea: Malabo, Botschaft - Äthiopien: Addis Abeba, Botschaft - Benin: Cotonou, Botschaft - Gambia: Banjul, Botschaft - Kenia: Nairobi, Botschaft - Kongo: Brazzaville, Botschaft | - Mali: Bamako, Botschaft - Marokko: Rabat, Botschaft - Mosambik: Maputo, Botschaft - Namibia: Windhoek, Botschaft - Nigeria: Abuja, Botschaft - Senegal: Dakar, Botschaft - Südafrika: Pretoria, Botschaft - Sudan: Khartum, Botschaft - Tunesien: Tunis, Botschaft |

### Asien
| - Volksrepublik China: Peking, Botschaft - Volksrepublik China: Hongkong, Generalkonsulat - Volksrepublik China: Shanghai, Generalkonsulat - Indien: Neu-Delhi, Botschaft - Indonesien: Jakarta, Botschaft - Irak: Bagdad, Botschaft - Iran: Teheran, Botschaft - Japan: Tokyo, Botschaft - Jordanien: Amman, Botschaft - Katar: Doha, Botschaft - Kuwait: Kuwait, Botschaft | - Libanon: Beirut, Vertretung - Malaysia: Kuala Lumpur, Botschaft - Palestina: Ramallah, Vertretung - Philippinen: Manila, Botschaft - Saudi-Arabien: Riad, Botschaft - Singapur: Singapur, Botschaft - Südkorea: Seoul, Botschaft - Syrien: Damaskus, Botschaft - Vereinigte Arabische Emirate: Abu Dhabi, Botschaft - Vietnam: Hanoi, Botschaft |

### Australien und Ozeanien
- Australien: Canberra, Botschaft

### Europa
| - Belgien: Brüssel, Botschaft - Bulgarien: Sofia, Botschaft - Dänemark: Kopenhagen, Botschaft - Deutschland: Berlin, Botschaft - Deutschland: Hamburg, Generalkonsulat - Deutschland: Frankfurt, Generalkonsulat - Finnland: Helsinki, Botschaft - Frankreich: Paris, Botschaft - Frankreich: Fort-de-France, Martinique, Generalkonsulat - Griechenland: Athen, Botschaft - Italien: Rom, Botschaft - Italien: Mailand, Generalkonsulat - Italien: Neapel, Generalkonsulat - Niederlande: Den Haag, Botschaft - Niederlande: Kralendijk, Bonaire, Generalkonsulat - Niederlande: Oranjestad, Aruba, Generalkonsulat - Niederlande: Willemstad, Curaçao, Generalkonsulat - Norwegen: Oslo, Botschaft - Österreich: Wien, Botschaft - Polen: Warschau, Botschaft - Portugal: Lissabon, Botschaft | - Portugal: Funchal, Madeira, Generalkonsulat - Portugal: Porto, Generalkonsulat - Rumänien: Bukarest, Botschaft - Russland: Moskau, Botschaft - Schweden: Stockholm, Botschaft - Schweiz: Bern, Botschaft - Serbien: Belgrad, Botschaft - Slowenien: Ljubljana, Botschaft - Spanien: Madrid, Botschaft - Spanien: Barcelona, Generalkonsulat - Spanien: Bilbao, Generalkonsulat - Spanien: Santa Cruz de Tenerife, Generalkonsulat - Spanien: Vigo, Generalkonsulat - Türkei: Ankara, Botschaft - Türkei: Istanbul, Generalkonsulat - Tschechien: Prag, Botschaft - Ungarn: Budapest, Botschaft - Vereinigtes Königreich: London, Botschaft - Belarus: Minsk, Botschaft - Zypern: Nikosia, Botschaft |

### Nordamerika
| - Antigua und Barbuda: Saint John’s, Botschaft - Barbados: Bridgetown, Botschaft - Belize: Belmopan, Botschaft - Costa Rica: San José, Botschaft - Dominica: Roseau, Botschaft - Dominikanische Republik: Santo Domingo, Botschaft - El Salvador: San Salvador, Botschaft - Grenada: St. George’s, Botschaft - Guatemala: Guatemala-Stadt, Botschaft - Haiti: Port-au-Prince, Botschaft - Honduras: Tegucigalpa, Botschaft - Jamaika: Kingston, Botschaft - Kanada: Ottawa, Botschaft - Kanada: Montreal, Generalkonsulat - Kanada: Toronto, Generalkonsulat - Kanada: Vancouver, Generalkonsulat | - Kuba: Havanna, Botschaft - Mexiko: Mexiko-Stadt, Botschaft - Nicaragua: Managua, Botschaft - Panama: Panama-Stadt, Botschaft - St. Kitts und Nevis: Basseterre, Botschaft - St. Lucia: Castries, Botschaft - St. Vincent und die Grenadinen: Kingstown, Botschaft - Trinidad und Tobago: Port of Spain, Botschaft - Vereinigte Staaten: Washington, D.C., Botschaft - Vereinigte Staaten: Boston, Generalkonsulat - Vereinigte Staaten: Chicago, Generalkonsulat - Vereinigte Staaten: Houston, Generalkonsulat - Vereinigte Staaten: New Orleans, Generalkonsulat - Vereinigte Staaten: New York, Generalkonsulat - Vereinigte Staaten: San Francisco, Generalkonsulat - Vereinigte Staaten: San Juan, Puerto Rico, Generalkonsulat |

### Südamerika
| - Argentinien: Buenos Aires, Botschaft - Bolivien: La Paz, Botschaft - Brasilien: Brasília, Botschaft - Brasilien: Belém, Generalkonsulat - Brasilien: Boa Vista, Generalkonsulat - Brasilien: Manaus, Generalkonsulat - Brasilien: Rio de Janeiro, Generalkonsulat - Brasilien: São Paulo, Generalkonsulat - Chile: Santiago de Chile, Botschaft - Ecuador: Quito, Botschaft - Ecuador: Guayaquil, Generalkonsulat - Kolumbien: Bogotá, Botschaft - Kolumbien: Arauca, Generalkonsulat | - Kolumbien: Barranquilla, Generalkonsulat - Kolumbien: Bucaramanga, Generalkonsulat - Kolumbien: Cartagena, Generalkonsulat - Kolumbien: Cúcuta, Generalkonsulat - Kolumbien: Medellín, Generalkonsulat - Kolumbien: Puerto Carreño, Generalkonsulat - Kolumbien: Riohacha, Generalkonsulat - Guyana: Georgetown, Botschaft - Paraguay: Asunción, Botschaft - Peru: Lima, Botschaft - Suriname: Paramaribo, Botschaft - Uruguay: Montevideo, Botschaft |

## Vertretungen bei internationalen Organisationen
- Vereinte Nationen: New York, Ständige Mission
- Vereinte Nationen: Genf, Ständige Mission
- Vereinte Nationen: Nairobi, Ständige Mission
- OAS: Washington, D.C., Ständige Mission
- Europäische Union: Brüssel, Mission
- AU: Addis Abeba, Ständige Mission
- UNESCO: Paris, Ständige Mission
- FAO: Rom, Ständige Mission
- Heiliger Stuhl: Vatikanstadt, Botschaft